# Arnauld Lucas
Arnauld Lucas, né le 21 octobre 1971 à Valognes, est un footballeur et entraîneur français. Il a été entraîneur des gardiens d'Angers SCO, de 2006 à 2021.

## Biographie
Arnauld Lucas commence sa carrière comme footballeur amateur à l'AS Cherbourg. Il passe près de sept saisons au sein de l'équipe première avant de s'engager avec le Angers SCO en 1997. Il devient gardien titulaire du club et parvient à décrocher la montée avec l'équipe après la saison 1999-2000.
Arnauld Lucas est le gardien titulaire lors de cette saison en Division 2 et ne manque qu'un seul match de championnat ; il est suppléé par David Granger. Angers termine bon dernier et retourne en National avant de revenir pour la saison 2003-2004. Cette fois-ci, Lucas doit se contenter d'un poste de remplaçant de Julien Lachuer. Angers est relégué en 2005 et le gardien décide de prendre sa retraite au terme de la saison 2005-2006.
Dès l'annonce de sa retraite, il est nommé entraîneur des gardiens du club angevin jusqu'en 2021, où il est remercié comme l'ensemble du staff cette année la.